# Altenburg (Missouri)
Pour les articles homonymes, voir Altenburg (homonymie).
La ville d’Altenburg est située dans le comté de Perry, dans l’État du Missouri, aux États-Unis. Sa population s’élevait à 352 habitants lors du recensement de 2010, estimée à 341 habitants en 2017.

## Source
- (en) Cet article est partiellement ou en totalité issu de l’article de Wikipédia en anglais intitulé « Altenburg, Missouri » (voir la liste des auteurs).